# Ginkgoales
Ginkgoales es uno de los cuatro grupos tradicionales de gimnospermas constituyendo su propia división Ginkgophyta.
Se han encontrado muchos restos fósiles que vienen desde el Pérmico, sin embargo, en la actualidad sobrevive únicamente la especie Ginkgo biloba.
Los ginkgos tuvieron su mayor diversidad y más amplia distribución durante el Mesozoico, con posterior disminución en el Cenozoico.
Se ha sugerido históricamente que Ginkgoales comparte su origen con Cycadales sobre la base de las similitudes en las características reproductivas y la presencia de espermatozoides flagelados, únicos entre las espermatofitas. Por otro lado, el análisis genético nuclear apoya la relación entre las cikas y el ginkgo.